# Bolívar, Monagas
Bolívar là một khu tự quản thuộc bang Monagas, Venezuela. Thủ phủ của khu tự quản Bolívar đóng tại San Luis. Khự tự quản Bolívar có diện tích 529 km2, dân số theo điều tra dân số ngày 21 tháng 10 năm 2001 là 3497 người. 